# École Saint-Joseph (Solesmes)
L'école Saint-Joseph est un établissement scolaire français privé sous contrat d'association avec l'État fondé en 1892 par l'archidiocèse de Cambrai à Solesmes, une commune française placée sous la division administrative de l’arrondissement de Cambrai (Cambrésis) dans le département du Nord en région Hauts-de-France. L'école est réglementée contractuellement par l'académie de Lille, une ramification du ministère de l'Éducation nationale et accueille en moyenne plus de trois cents élèves encadrés par une quarantaine d’agents et enseignants.,,,

## Histoire
L’école Saint-Joseph de Solesmes est née, à des fins de mixité des deux sexes, de la fusion de deux écoles primaires catholiques:
- L’école Saint-Joseph pour filles qui était déjà tenue avant 1900 par les sœurs Chanoinesses de Saint-Augustin de la Congrégation Notre-Dame[8], une congrégation religieuse féminine enseignante de droit pontifical fondée par Pierre Fourier (1564-1640)[9],[10],[11] mais le bâtiment ‘Rue du Pontceau’ leur fut repris par la suite pour devenir "l’Hospice de Solesmes"[12]. Les religieuses abandonnent alors l’enseignement et une nouvelle 'école Saint-Joseph' fut officiellement inaugurée le 3 octobre 1904 au '18-50 Rue de l’Abbaye' avec des enseignants civils dans un vaste immeuble cédé par l’Archevêque Marie-Alphonse Sonnois (1893-1913) transféré de Saint-Dié[13],[14]. L’école y restera jusqu’à la rentrée 1961 où elle se relocalise dans un manoir ayant une architecture typique du canton situé place Jean Jaurès mis à sa disposition par la "Maison des Œuvres" et gérée par la Communauté des Sœurs du Précieux Sang[15], une congrégation religieuse féminine enseignante et sociale[16] reconnue de droit diocésain le 17 mai 1876 par l'archevêque de Milan Luigi Nazari di Calabiana[17] et pontifical le 10 juillet 1934. Les sœurs assureront la gestion de l’école de 1961 à 1980[18].
- L’école Sainte-Marie pour garçons est installée en 1892 dans un bâtiment construit pour les frères enseignants des écoles chrétiennes qui la dirigent. Après la Première Guerre mondiale, ces frères n’étant pas revenus à Solesmes, le bâtiment de l’école fut cédé à l’Archevêché qui l’agrandit et en fit son "petit séminaire" qui constitue actuellement la partie centrale de l’ Institution Saint-Michel[2]. En contre partie l’Archevêché remit à l’école un immeuble lui appartenant au '18 rue de l’Abbaye' où elle se réinstalla en 1924 avec un corps enseignant civil[18],[19],[7].